# Kleine Schwestern von der Heiligen Familie in Verona
Die Kleinen Schwestern von der Heiligen Familie in Verona  ( ital.:  Piccole Suore della Sacra Famiglia (Verona),  Ordenskürzel: PSSF)   sind ein Frauenorden päpstlichen Rechts in der römisch-katholischen Kirche. Die Kongregation wurde 1892 vom Seligen Giuseppe Nascimbeni (1851–1922), Pfarrer  in Castelletto  bei Brenzone (Italien), gegründet.

## Geschichte
Gemeinsam mit der am 15. Mai 2022 heiliggesprochenen Maria Domenica Mantovani (Mutter Mantovani) (1862–1934) gründete der Pfarrer von Castelletto am 6. November 1892 die Kongregation der „Kleinen Schwestern“. Mutter Mantovani übernahm als erste Generaloberin den Aufbau der religiösen Gemeinschaft. Zur Aufgabe hatten sich die Kleinen Schwestern die Erziehung von Kindern gestellt, sie wollten Waisenkinder unterstützen, eine Hauspflege für Kranke organisieren und den Krankenpflegedienst in Krankenhäusern leisten.
Die kirchliche Anerkennung erfolgte am 26. August 1910 mit dem Decretum laudis, am 3. Juni 1932 schloss sich die päpstliche Approbation an. Die Ordensregeln wurden schließlich am 1. April 1941 genehmigt. Ihre endgültige Bezeichnung lautete nun: „Kleine Schwestern von der Heiligen Familie in Verona“.

## Organisation
Die Ordensgemeinschaft breitete sich von Italien aus und errichtete Niederlassungen in Brasilien und Uruguay (1976), in Paraguay (1980), in Albanien (1994) und in Angola (1996). Das Generalhaus mit der Generaloberin hat seinen Sitz in Castelletto die Brenzone. Die Ordensgemeinschaft zählte im Dezember 2005 884 Mitglieder und betreut 129 Einrichtungen.